# Mañana es hoy (película)
Mañana es hoy es una película española de 2022, del género comedia, dirigida por Nacho G. Velilla y protagonizada por Javier Gutiérrez y Carmen Machi. Constituye el primer film español original de Amazon Prime Vídeo. Se trata de una película ambientada en los años 1991 y 2022, con viajes en el tiempo entre ambos. 

## Sinopsis
La familia Gaspar comienza sus vacaciones de verano, en 1991, en la playa pero, tras una riña con su padre, Lucía, la hija adolescente, decide fugarse con su pareja. Una tormenta eléctrica pilla al resto de la familia a bordo de un pedalete en medio del mar y cuando consiguen volver a la playa descubren que han viajado al 2022, en un raro futuro lleno de smartphones, selfis y música trap.

## Reparto
- Javier Gutiérrez - José Luis "Pepe" Gaspar
- Carmen Machi - Pilar "Pili" Castellanos
- Pepón Nieto - Quique (adulto)
- Carla Díaz - Lucía "Lulú" Gaspar Castellanos
- Asier Rikarte - Rodrigo Gaspar Castellanos
- Antonia San Juan - Elvirita
- Sílvia Abril - Ana Clara Estela Rodríguez
- Gabriel Guevara - Charly (Adolescente)
- Antonio Pagudo - Charly (adulto)
- Mina El Hammani - Andrea
- Aixa Villagrán - Eva
- Marta Fernández Muro - Doña Fina
- Óscar Reyes - Milton

## Localizaciones[2]
Parte de la película está grabada en el centro de la ciudad de Guadalajara, España. El rodaje en esta localización duró 12 días, donde ambientaron los distintos comercios de la ciudad para filmar Mañana es hoy. La antigua papelería denominada "Papelería Vacas" se convirtió en una tienda de fotografía, la sede de la UGT se hizo llamar "Droguería Antonio", la supuesta tienda de ultramarinos era carnicería de los Hermanos Poveda, y el local de recreativos escondía en realidad un gimnasio.
La zona de Móstoles, en Madrid también forma parte de la ubicación de la película, donde montaron un recinto ferial. Ello generó una cierta confusión, ya que la gente pensó que se trataba de una feria de Navidad abierta para el público.

## Reconocimiento
Es la primera película española original de Amazon Prime.